# گلویاقوتی سیبری
گلویاقوتی سیبری (نام علمی: Calliope calliope) نام یک گونه از سرده خوش‌آواز است.